# Hutsuls
Hutsuls ou huculs (Em ucraniano: гуцули, singular гуцул) é um grupo de montanheses ucranianos. Também são chamados hutzuls, gutsuls, gutzuls ou guculs.
Os hutsuls vivem nos Cárpatos tendo a leste os lemkos e a oeste os romenos. Como resultado, sua cultura tradicional sofre influência balcânica.

Os hutsuls são amplamente conhecidos pelo seu artesanato: esculturas de madeira, trabalhos em latão, tecelagem, cerâmica, decoração de ovos.

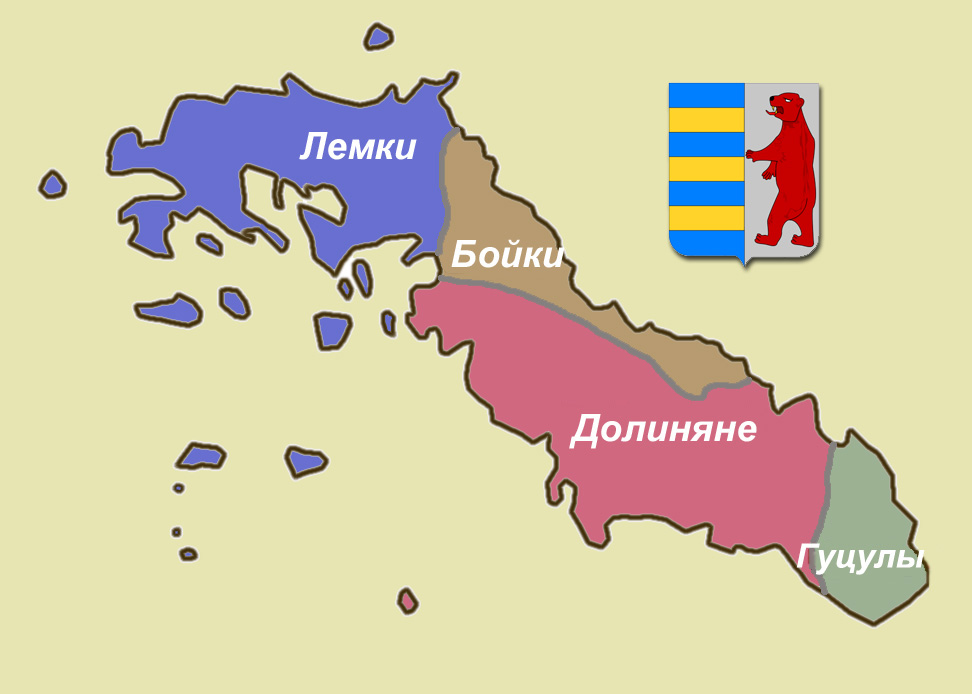
Mapa étnico dos ucranianos dos Cárpatos (ou russinos, segundo outras versões): lemkos (azul), boykos (castanho), dolinianos (cor-de-rosa) e hutsuls (verde claro), na fronteira entre Ucrânia, Roménia, Hungria, Eslováquia e Polónia.